# 欧巴济讷-圣伊莱尔站
欧巴济讷-圣伊莱尔站，是法国的一个铁路车站，位于法国19省的圣伊莱尔佩鲁市镇范围内，靠近欧巴济讷。

## 位置
欧巴济讷-圣伊莱尔站位于圣伊莱尔佩鲁境内，距离圣伊莱尔佩鲁以南大约5公里，距离欧巴济讷西北大约2.5公里。
欧巴济讷-圣伊莱尔站位于库特拉－蒂勒铁路158.029公里处，距离布里夫拉盖亚尔德站大约11公里。车站位于科雷兹河右岸，省道D1089线南侧，车站大致呈东西走向，开口朝北。

## 设施
欧巴济讷-圣伊莱尔站是一个无人看守的乘降所，原有站房已废弃。该站无任何售票设施，在该站上车的乘客需主动购票或使用通勤卡。此外，欧巴济讷-圣伊莱尔站站内没有人行天桥或地下通道，前往上行方向（布里夫方向）站台需横穿铁路正线，因此该站存在一定的安全隐患。

## 停靠线路
以下列车线路在欧巴济讷-圣伊莱尔站停靠：
| 欧巴济讷-圣伊莱尔站列车线路表 |      |        |          |              |
| 线路                          | 车种 | 上一站 | 下一站   | 大致运行频率 |
| 布里夫—蒂勒/于塞勒            | TER  | 布里夫 | 科尔尼勒 | 每天9~14趟   |
| 1.                            |      |        |          |              |

## 配套交通

### 长途客车
欧巴济讷-圣伊莱尔站附近没有固定的省内城际客运线路。每周一至五晚上，SNCF会开行一班途径本站的往返于布里夫和蒂勒之间的大巴车，其车票可与SNCF的同线路车票通用，上下车地点位于车站门口。此外，当沿线铁路线施工或罢工时，SNCF可能也会增开途径沿途站点的大巴车。

### 市内交通
欧巴济讷-圣伊莱尔站附近暂无城市公共交通线路。

### 社会车辆
欧巴济讷-圣伊莱尔站门口可停靠少量小型机动车。

## 临近车站
| 欧巴济讷-圣伊莱尔站（Gare d'Aubazine - Saint-Hilaire） |                  |                    |
| 上行车站                                               | 线路             | 下行车站           |
| 布里夫拉盖亚尔德站 13.4km ←                            | 库特拉－蒂勒铁路 | 科尔尼勒站 → 7.4km |
| - 本表仅显示运营中的线路及车站                         |                  |                    |